# Club Deportivo América (Manta)
El Club Deportivo América de Manta fue un equipo de fútbol profesional de fútbol ecuatoriano, de la ciudad de Manta, Provincia de Manabí, Ecuador. Fue fundado en 1923. Llegó a participar de los Campeonatos Nacionales de 1964 y 1966, el club desapareció en 1995 luego de 72 años.

## Palmarés

### Torneos provinciales
| Competición                          | Títulos     | Subcampeonatos |
| ------------------------------------ | ----------- | -------------- |
| Campeonato de Fútbol de Manabí (2/2) | 1961, 1964. | 1966, 1967.    |
| Segunda Categoría de Manabí (1/2)    | 1975.       | 1985, 1993.    |